# Симон Петлюра
Симон Васильович Петлюра (на украински: Сѝмон Васѝльович Петлю̀ра) е украински политик от Украинската социалдемократическа работническа партия.
Той е сред ръководителите на борбата за независимост на Украйна по време на Руската гражданска война и за кратко заема поста президент на Украйна. Обвиняван за масовите антисемитски погроми през този период, той е убит в Париж през 1926 г. от украински емигрант с еврейски произход.

## Биография
Симон Петлюра е роден в Полтава през 1879 г. Той е сред основателите на Украинската социалдемократическа работническа партия (1905) и през следващите години издава социалистическите вестници „Слово“ и „Украинская жизнь“.
По време на Първата световна война Петлюра служи в армията, а след Февруарската революция от 1917 г. става член на украинската Централна рада, която през юни същата година обявява Украйна за автономна република. През юли той става военен министър, но малко по-късно Германия и Австро-Унгария окупират страната и създават марионетно правителство.
След оттеглянето на германските и австро-унгарските войски през ноември 1918 г. Симон Петлюра е сред 5-те членовена новото правителство, отново оглавявайки военния сектор. През следващите месеци Украйна воюва срещу болшевиките, войските на Антон Деникин, германците, украинските части на Павло Скоропадски и Полша. В края на 1918 г. по-голямата част от страната е завладяна от Деникин, чиито войски са изместени от болшевиките в края на 1919 г.
В края на 1919 г. Петлюра се оттегля в Полша, която го признава за законен ръководител на украинското правителство. Той се споразумява с Йозеф Пилсудски да отстъпи на Полша Лвов и Галиция в замяна на полската помощ за отблъскване на болшевиките. Войски на Петлюра вземат участие в Полско-съветската война, но според Договора от Рига от 1921 г. Украйна остава под съветска власт.
След войната Петлюра оглавява украинско правителство в изгнание в Тарнов, по-късно – във Варшава. Поради засилващия се натиск на Съветския съюз над полското правителство той е принуден да замине през 1923 г. за Будапеща, след това – за Виена и Женева, докато се установява в Париж в края на 1924 г.

## Антисемитски погроми
В хода на Руската гражданска война са убити между 70 000 и 250 000 цивилни евреи, повечето от тях в Украйна, където концентрацията на еврейско население е най-голяма.
Ролята на Петлюра в погромите е предмет на спорове, включително между еврейските изследователи. Съветската историография, следвана до голяма степен от съвременните руски историци, твърди, че основната част от погромите са извършени от украинската армия, като Петлюра не полага достатъчни усилия за прекратяването им. Противниците на това мнение сочат, че той въвежда смъртно наказание за участниците в погромите, но не успява да установи достатъчен контрол в обхваната от анархия страна.

## Убийство
На 25 май 1926 г. Петлюра е спрян на улицата в Париж от Шолом Шварцбард, еврейски анархист, роден в Украйна, който го разстрелва с 3 куршума. Шварцбард не оказва съпротива при задържането си. Той обяснява действията си с желанието да отмъсти за хилядите жертви на погромите, сред които са родителите му и 13 други членове на семейството му. Защитаван от известния адвокат Анри Торес, той е оправдан от френския съд и е освободен.